# Anthocleista vogelii
Anthocleista vogelii là một loài thực vật có hoa trong họ Long đởm. Loài này được Planch. mô tả khoa học đầu tiên năm 1848.